# Pilatus PC-12

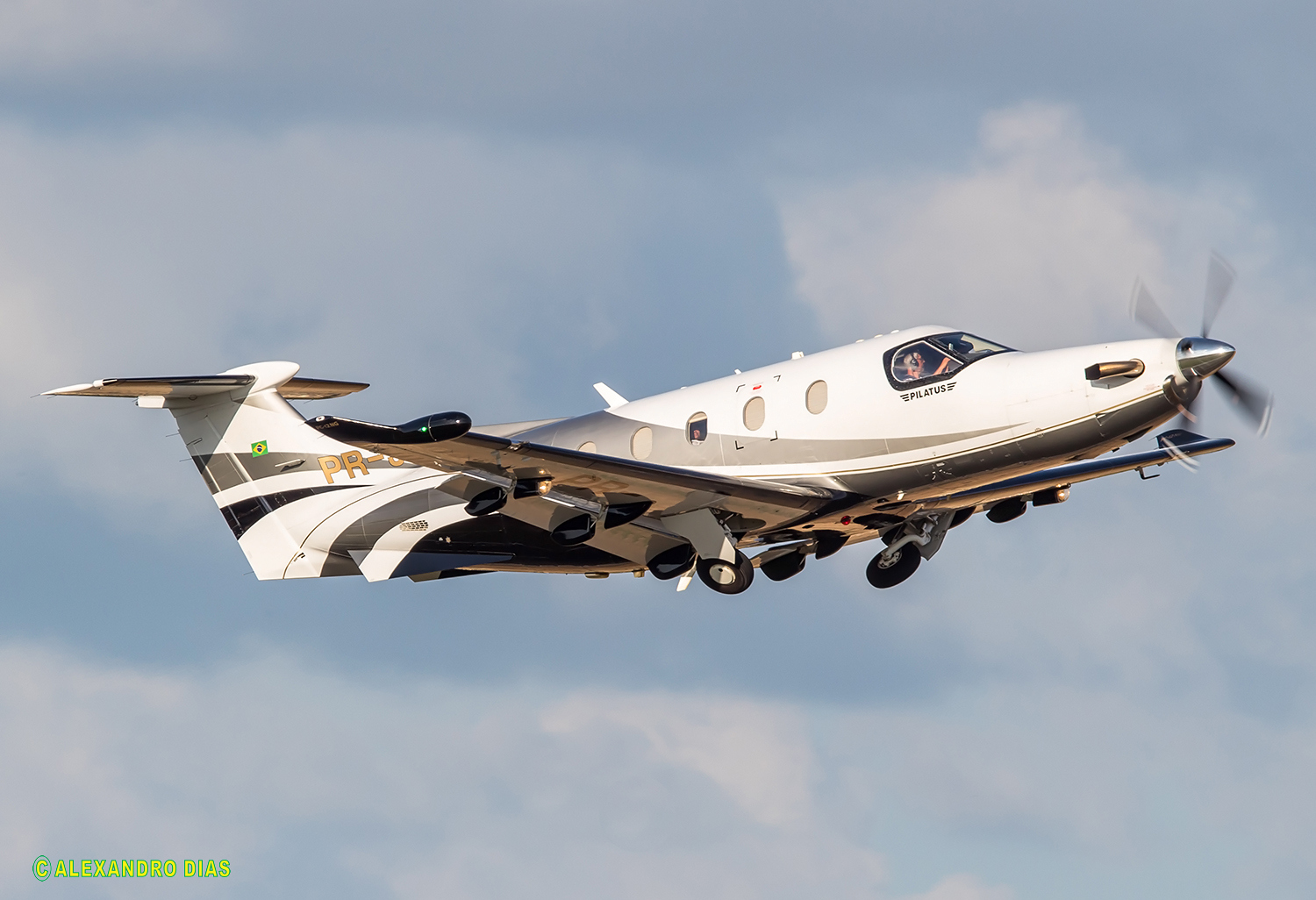
Pilatus PC-12/47E PR-JUR Teresina Senador Petronio Portella (THE / SBTE) Brasil

O Pilatus PC-12 é uma econômica aeronave monomotor turboélice pressurizada de alta-performance para transporte executivo e de carga, com capacidade para transportar confortavelmente até nove passageiros em viagens interestaduais e intermunicipais, projetada e fabricada desde a década de 1990 pela Pilatus Aircraft, cuja estrutura é fabricada quase na totalidade em Portugal pela OGMA.
Os principais mercados para a aeronave são o de transporte executivo, transporte de passageiros por companhias aéreas regionais e de taxi aéreo e transporte de carga.
A designação do avião para a Força Aérea Americana é U-28A.
Um dos principais concorrentes do Pilatus PC-12 é o monomotor turboélice Cessna Caravan, embora a velocidade de cruzeiro do Caravan seja inferior.

## Projeto e Desenvolvimento

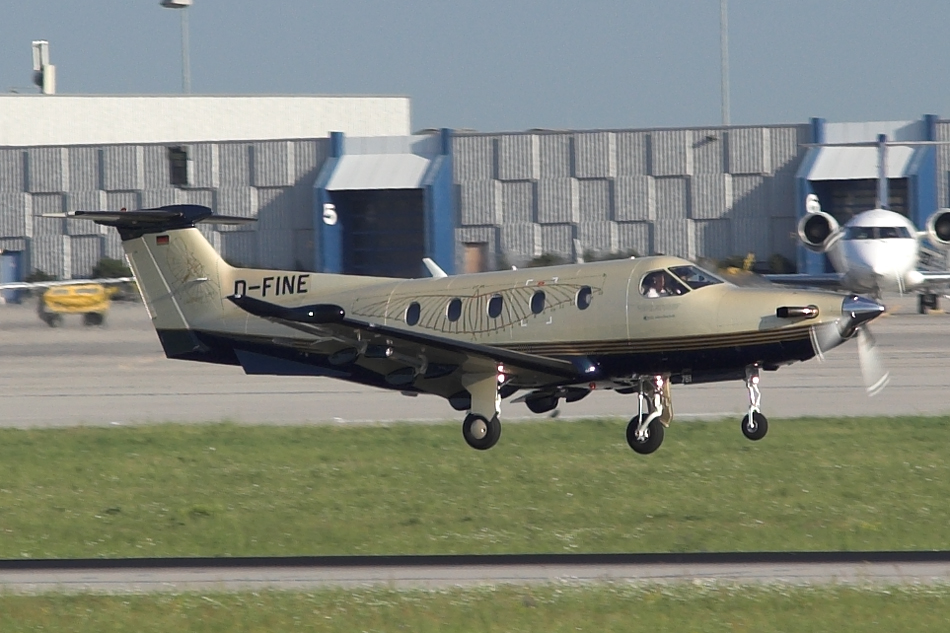
Pilatus PC-12

A Pilatus anunciou o desenvolvimento do PC-12 na convenção anual da National Business Aviation Association (NBAA) em Outubro de 1989. O primeiro voo dos dois protótipos foi realizado em 31 de Maio de 1991. A certificação tipo foi inicialmente planejada para o meio do ano de 1991, mas um redesenho das asas (aumento da envergadura e implantação de winglets para cumprir com as expectativas de performance) atrasou o cronograma. A certificação na Suíça finalmente foi liberada no dia 30 de Março de 1994, e em seguida, a aprovação pela Federal Aviation Administration, nos Estados Unidos, em 15 de Julho de 1994.
Da mesma forma que a maior parte das aeronaves projetadas pela Pilatus, empresa suíça com tradição na fabricação de monomotores turboélice, o PC-12 é motorizado por um único confiável motor Pratt & Whitney Canada PT6, de fabricação canadense, que fornece até 1.200 shp de potência e a aeronave apresenta muita flexibilidade para pousar e decolar em pistas curtas e sem pavimentação.

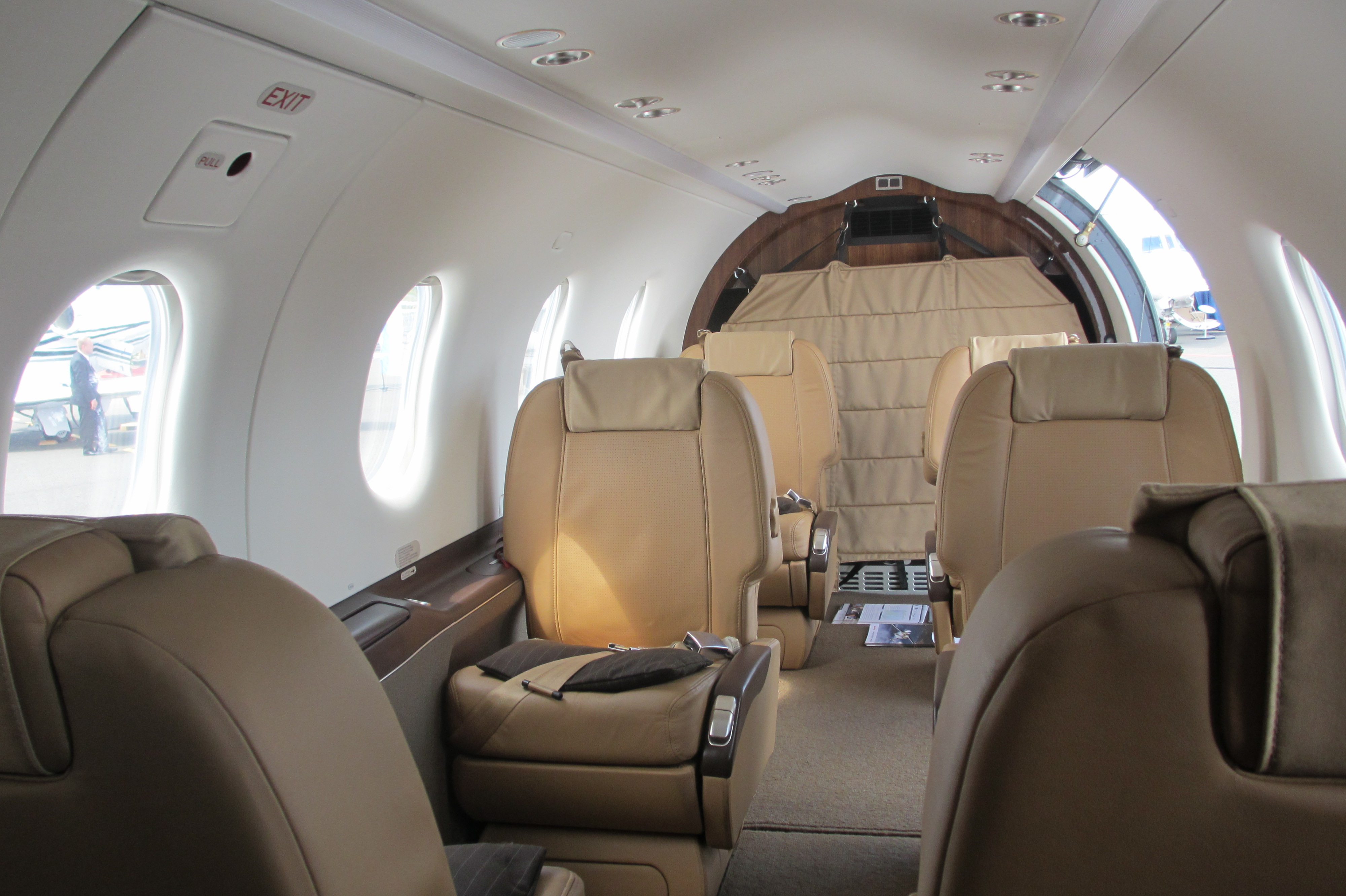
Interior do Pilatus PC-12.

O PC-12 é certificado para operações IFR com apenas um piloto, apesar de muitos operadores escolherem utilizar um segundo tripulante. A Pilatus oferece o PC-12 em uma configuração padrão para nove passageiros, uma versão Combi para quatro passageiros e carga, além de uma confortável configuração para transporte executivo com seis assentos com a opção de um sétimo assento adicionando uma poltrona de três assentos no fundo da cabine de passageiros. Um modelo exclusivamente cargueiro está ainda sendo considerado.
Um detalhe importante: A espaçosa cabine do PC-12 possui duas portas laterais, uma dianteira com escada embutida para acesso dos passageiros e tripulação e outra grande porta traseira de carga para introdução facilitada de bagagens, caixas e outros objetos.
O PC-12M (Multi-tarefa) é baseado no PC-12, mas equipado com um sistema de geração de energia mais poderoso, o que permite a adição de alguns equipamentos específicos, fazendo com que o PC-12M cumpra missões de inspeção de voo, transporte aeromédico, lançamento de pára-quedistas, aerofotogametria e vigilância aérea. Esta versão é comercializada nos Estados Unidos com o nome PC-12 Spectre, sendo uma plataforma de missões paramilitares especiais.
A Pilatus anunciou o PC-12NG (Next Generation) na feira da NBAA em 2006 em Orlando, e foi oficialmente lançado durante a feira de 2007 em Atlanta. O NG incorpora um Pratt & Whitney PT6A-67P mais potente com melhor desempenho em subida e um aumento na velocidade máxima de cruzeiro para 280kts TAS. O NG também apresentou novidades na cabine de comando, já utilizando a filosofia glass cockpit com o Honeywell APEX. Incluiu também um sistema de controle de pressurização automático e também um sistema de navegação controlado por cursores. O winglet do PC-12 NG também foi modificado em relação à versão original.

## Histórico Operacional

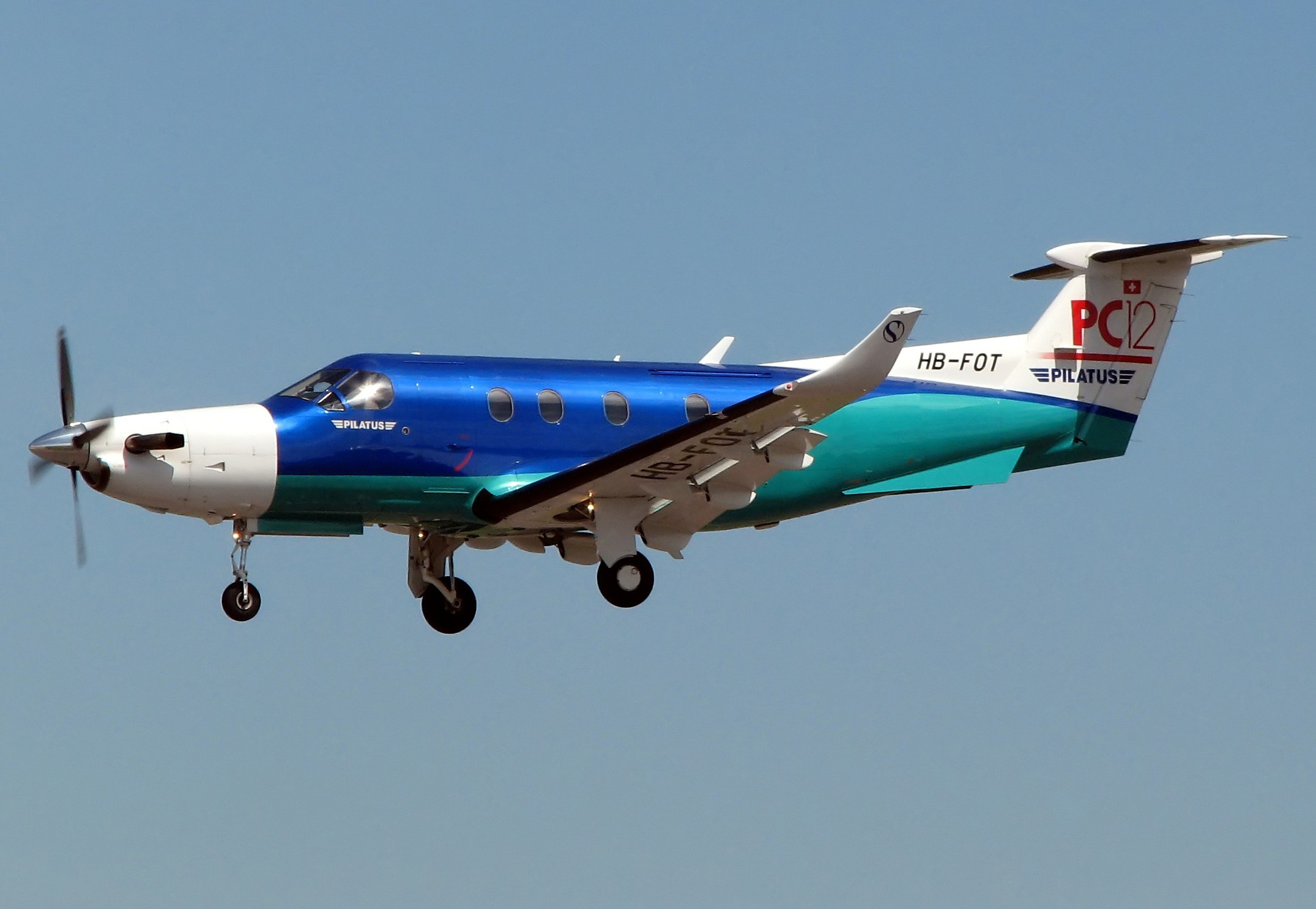
Pilatus PC-12 em configuração para pouso

### Uso Privado, Corporativo e Comercial
A maioria dos PC-12 ao redor do mundo são usados para transporte corporativo, mas mudanças recentes de regulamentos na Australia, Brasil, Canada, e nos Estados Unidos liberaram aeronaves turboélices monomotores como o PC-12 para operações de transporte regional de passageiros nestes países. Isso abre um novo e abrangente mercado para o PC-12 como uma aeronave comercial que substituiria antigas aeronaves bimotoras à pistão.
A fabricante suíça Pilatus também disponibilizou para seus clientes mais exigentes uma sofisticada versão Executiva, composta por seis ou sete assentos com forração em couro, mais uma galley compacta e um pequeno toalete básico, com a assinatura dos profissionais da BMW.
A PlaneSense, uma empresa baseada em Nova Hampshire, é a maior operadora do PC-12 do mundo, operando um total de 34 PC-12.
Em 1994 a Royal Flying Doctor Service of Australia foi o primeiro cliente a receber um PC-12.
Atualmente, mais de 1.000 unidades de PC-12 estão voando no mundo inteiro, principalmente nos Estados Unidos e na Europa, um grande sucesso de vendas que é a prova definitiva de uma nova tendência no mercado mundial, muito favorável aos monomotores turboélice.

### Operações da Força Aérea dos Estados Unidos
O U-28A é a versão do PC-12 operando na Força Aérea Americana para suporte em forças de operações especiais. O 319º Esquadrão de Forças Especiais está baseado no Hurlburt Field, Flórida no quartel-general do Comando de Operações Especiais da Força Aérea. O 34º Esquadrão de Forças Especiais (SOS) foi ativado em 09 de Abril de 2010 como segunda unidade de U-28A no Hurlburt Field. Ambos esquadrões operam como parte do 1º Grupamento de Operações Especiais (SOG) no Hurlburt Field. O U-28A / Pilatus PC-12 é também operado pelo 318º Esquadrão de Operações Especiais como parte do 27º Grupamento de Operações Especiais na Cannon Air Force Base, Novo México.

## Versões

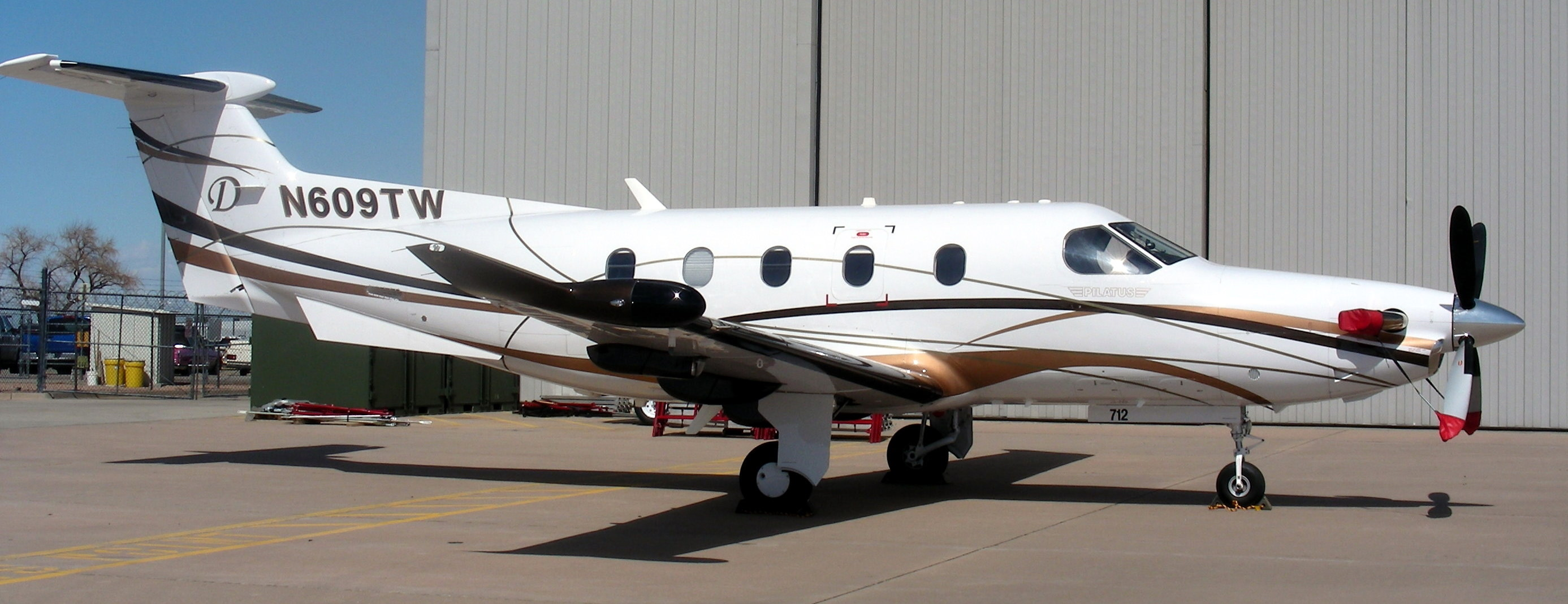
Pilatus PC-12 no aeroporto de Centennial, no Colorado

- PC-12/41: Versão original certificada em 1994 motorizado com um PT6A-67B. A grande maioria, se não todos dos PC-12/41 foram atualizados para o /45.
- PC-12/45: Certificado em 1996 e motorizado com um Pratt & Whitney Canada PT6A-67B, seu MTOW foi aumentado para 4.500 kg (9.921 lb).
- PC-12/47: Certificado em 2005, possui um Pratt & Whitney Canada PT6A-67B, aumentando ainda mais o MTOW para 4.740 kg (10.450 lb).
- PC-12/47E: Versão certificada em 2008, com Aviônicos novos e um motor Pratt & Whitney Canada PT6A-67P. Conhecido também como PC-12 NG (Next Generation)
- PC-12M Spectre: Plataforma para missões paramilitares especiais comercializado nos Estados Unidos, chamado originalmente de "Eagle" (em inglês "Águia").
- U-28A: Designação militar dos Estados Unidos para o PC-12.

## Operadores

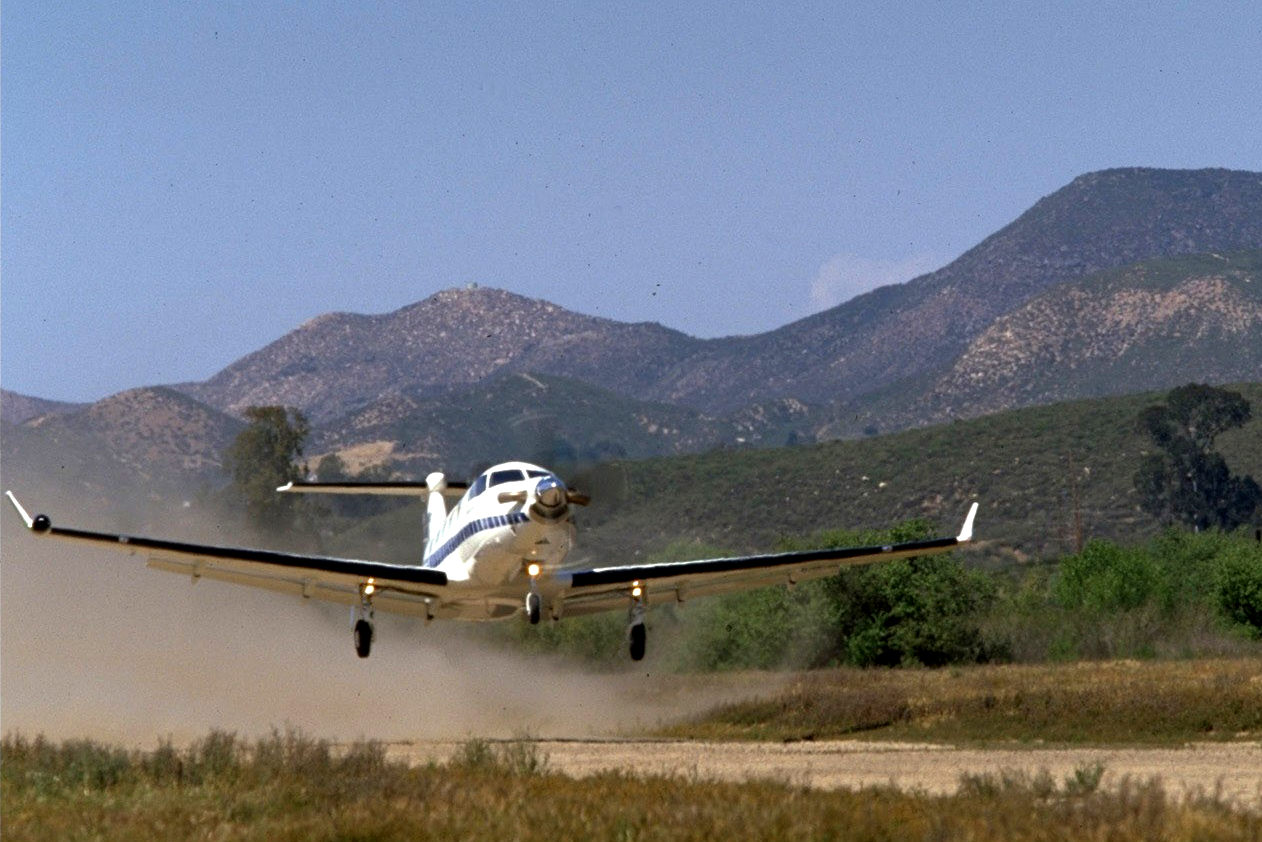
Pilatus PC-12 decolando de uma pista curta e não pavimentada

### Civil
Mais de 1.650 PC-12 foram vendidos até 2018 sendo a grande maioria utilizada no mercado civil.

#### Operadores Comerciais Atuais
- Image Air
- Nakina Air Service
- North Star Air
- Pascan Aviation
- SeaPort Airlines
- Wasaya Airways
- Private Air
- Expressair
- Tashi Air
- TWO Táxi Aéreo LTDA
- Azul - Linhas aéreas brasileiras

#### Operadores Anteriores
- Bearskin Airlines
- NAC Air
- Peace Air

#### Outros
- AirSprint
- Royal Flying Doctor Service - opera 31 PC-12 para transporte.
- Air Bravo Corp - Opera 9 PC-12 para transporte aeromédico e voos charter em Ontário, Canadá.
- India Flysafe Aviation Limited - Opera um Pilatus PC-12/47 para transporte aeromédico e voos charter em Raigarh, Índia.[5]

### Governamental
Argentina
- Argentine National Gendarmerie - opera um PC-12 para transporte VIP e aeromédico

 Austrália
- Western Australia Police - opera dois PC-12 para transporte de pessoal, busca e salvamento.[6]
- Northern Territory Police[7]

 Canadá
- Ontario Provincial Police - PC-12/45 com uma câmera montada sob a fuselagem
- Ornge - opera 10 PC-12 NG para transporte aeromédico[8]
- Nishnawbe-Aski Police Service
- Royal Canadian Mounted Police

 Estados Unidos
- Customs & Border Protection[9]
- Phoenix Police Department (Arizona) - PC-12 Spectre em produção[carece de fontes?]
- Estado de Wisconsin - PC-12/45[10]

### Militar
Bulgária
- Força Aérea da Bulgária opera um PC-12 para transporte VIP.[11]

 Finlândia
- Força Aérea da Finlândia opera seis aeronaves PC-12NG.[12]

 África do Sul
- Força Aérea da África do Sul opera um PC-12 com o 41º Esquadrão para transporte VIP.[13]

 Suíça 
- Força Aérea Suíça opera um PC-12 para voos de reconhecimento e transporte VIP.[14]

 Estados Unidos
- Força Aérea dos Estados Unidos opera 20 PC-12/47 (designados U-28A) para operações especiais, outros três sendo produzidos.[15]

## Acidentes e Incidentes
Em 22 de Março de 2009, um PC-12/45 sob o registro N128CM, propriedade de Eagle Cap Leasing de Enterprise (Oregon), se acidentou em aproximação para o Aeroporto de Bert Mooney em Butte (Montana). A aeronave decolou de Oroville (Califórnia), e alternou de seu destino inicial de Bozeman (Montana) por razões desconhecidas. A NTSB resgatou um chip de memória do computador da aeronave que continha dados essenciais da performance do motor e da aeronave. A partir disto, concluíram que houve congelamento no sistema de combustível, o que não permitiu a correta passagem de combustível necessário das asas. O piloto demorou para pousar, até o momento em que uma asa estava cheia de combustível, enquanto a outra ficou vazia e então perdeu controle do PC-12 nas manobras para o pouso. Todas as 14 pessoas a bordo foram mortas: um piloto e treze passageiros, sendo sete destes crianças.
Em 5 de Julho de 2009, um Pilatus PC-12 se acidentou em Rockbridge County, Va., após o piloto ter reportado perda dos instrumentos do painel e subsequentemente solicitou vetores para livrar o mal tempo. O piloto, Daniel Dorsch, proprietário do Papa John's Pizza na Flórida, antigo CEO dos Restaurantes Checkers Drive-In (1999 a 2003), sua esposa Cynthia Dorsch e pelo menos outros dois passageiros foram mortos. De acordo com o Controle de Tráfego Aéreo, o piloto estava voando acima da altitude máxima da aeronave, a 31.000 pés quando reportou a pane de instrumentos do painel.
Em 24 de julho de 2009 a NTSB emitiu um relatório preliminar sobre o acidente de Rockbridge County, Va.. Em 25 de Julho de 2009, o jornal Roanoke Times publicou uma análise do relatório da NTSB com o título Without being conclusive, it suggests failure of navigational instruments as the main cause. (em inglês, "Sem ser conclusivo, o relatório sugere que a pane de instrumentos de navegação tenha sido a principal causa."). Este artigo rebate que o acidente não foi causado pela perda estrutural do painel da aeronave, como havia sido anteriormente sugerido, mas da falha do painel de instrumentos primário do piloto. Esta pane, o autor especula, resultou na desorientação espacial do piloto, o que levou-o a posterior perda de controle da aeronave.
Em 8 de fevereiro de 2011 às 4:31, um Pilatus PC-12, operado pela Majuba Aviation, desapareceu da tela de radar do Controle de Tráfego Aéreo. No dia 9 de Fevereiro, foram encontrados destroços que acreditou-se ser parte do avião desaparecido na costa da Reserva Natural de Robberg, próximo à Plettenberg Bay. Ambos os membros da tripulação e todos os sete passageiros, incluindo o CEO da Italtile, Gianpaolo Ravazzotti e Prima Bella MD Salvatore Di Bella, foram mortos.
Em 25 de maio de 2011 um PC-12 de transporte aeromédico em rota para Nova Délhi se acidentou em Faridabad matando todos a bordo.
Em 18 de fevereiro de 2012 um U-28 da Força Aérea dos Estados Unidos se acidentou próximo ao Camp Lemonnier, Djibouti durante um voo de rotina, matando todos os 4 aeronautas a bordo.
Em 7 de junho de 2012 um PC-12/47 fabricado em 2006 em nível de cruzeiro, cerca de 27.000 pés se partiu e caiu a caminho da Flórida para Junction City (Kansas). A aeronave era pilotada por Ronald Bramlage, e os passageiros eram sua esposa Becky Bramlage e seus quatro filhos.

## Especificações (PC-12NG; Versão de 9 passageiros)

### Características gerais
- Tripulação: 1 ou 2 (piloto e co-piloto)
- Passageiros: 9 passageiros
- Comprimento: 14,40 m
- Envergadura: 16,28 m
- Altura: 4,26 m
- Área de asa: 25,81 m²
- Peso vazio: 2,891 kg
- Máx. peso de decolagem: 4,740 kg
- Motorização: 1 × turboélice Pratt & Whitney Canada PT6A-67P
- Potência (por motor): 1,200 hp (0,895 kW)

### Atuação
- Velocidade de cruzeiro: 528 km/h
- Alcance operacional: 3,417 km
- Taxa de subida: 9,75 m/s
- Teto de serviço: 9,144 m
- Carga de alar: 183,6 kg/m²